# Lill-Tandsjön (Tännäs socken, Härjedalen)
Lill-Tandsjön är en sjö i Härjedalens kommun i Härjedalen och ingår i Göta älvs huvudavrinningsområde. Sjön har en area på 0,204 kvadratkilometer och ligger 771,6 meter över havet. Lill-Tandsjön ligger i Rogens Natura 2000-område.